# Powodzie i lawiny błotne w Brazylii (2009)

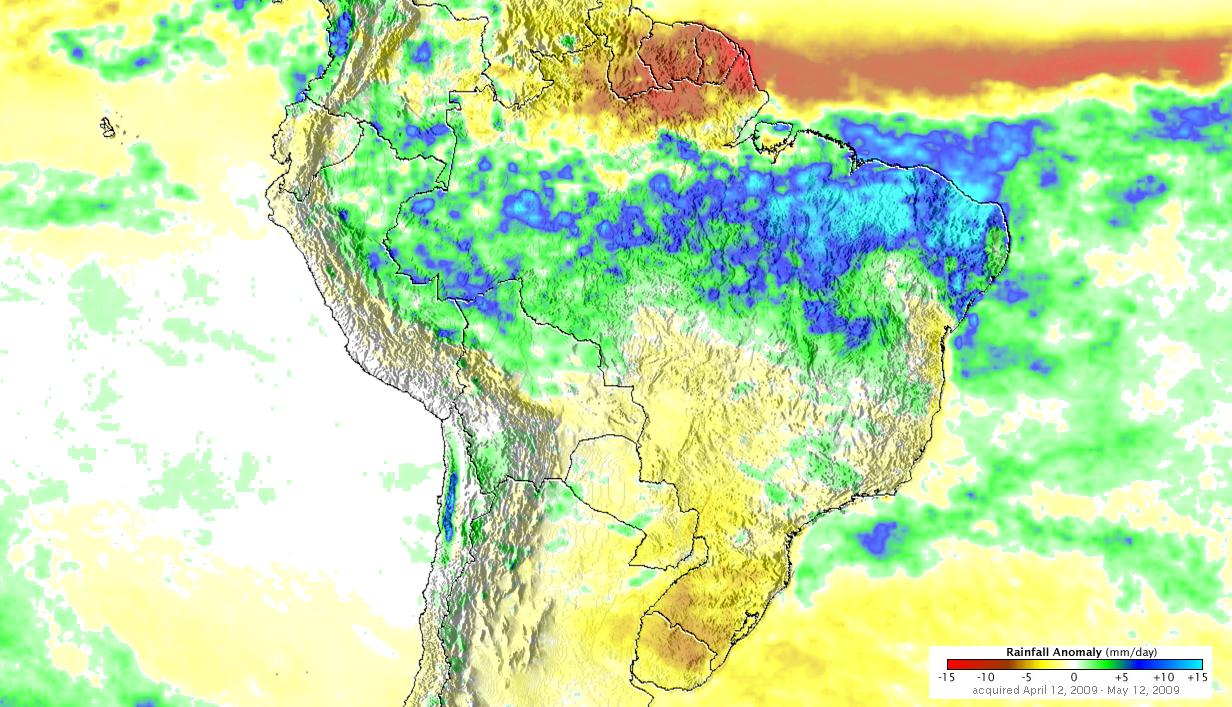
Mapa Brazylii przedstawiająca opady w kwietniu i maju 2009. Obszar na niebiesko- podwyższony poziom opadów

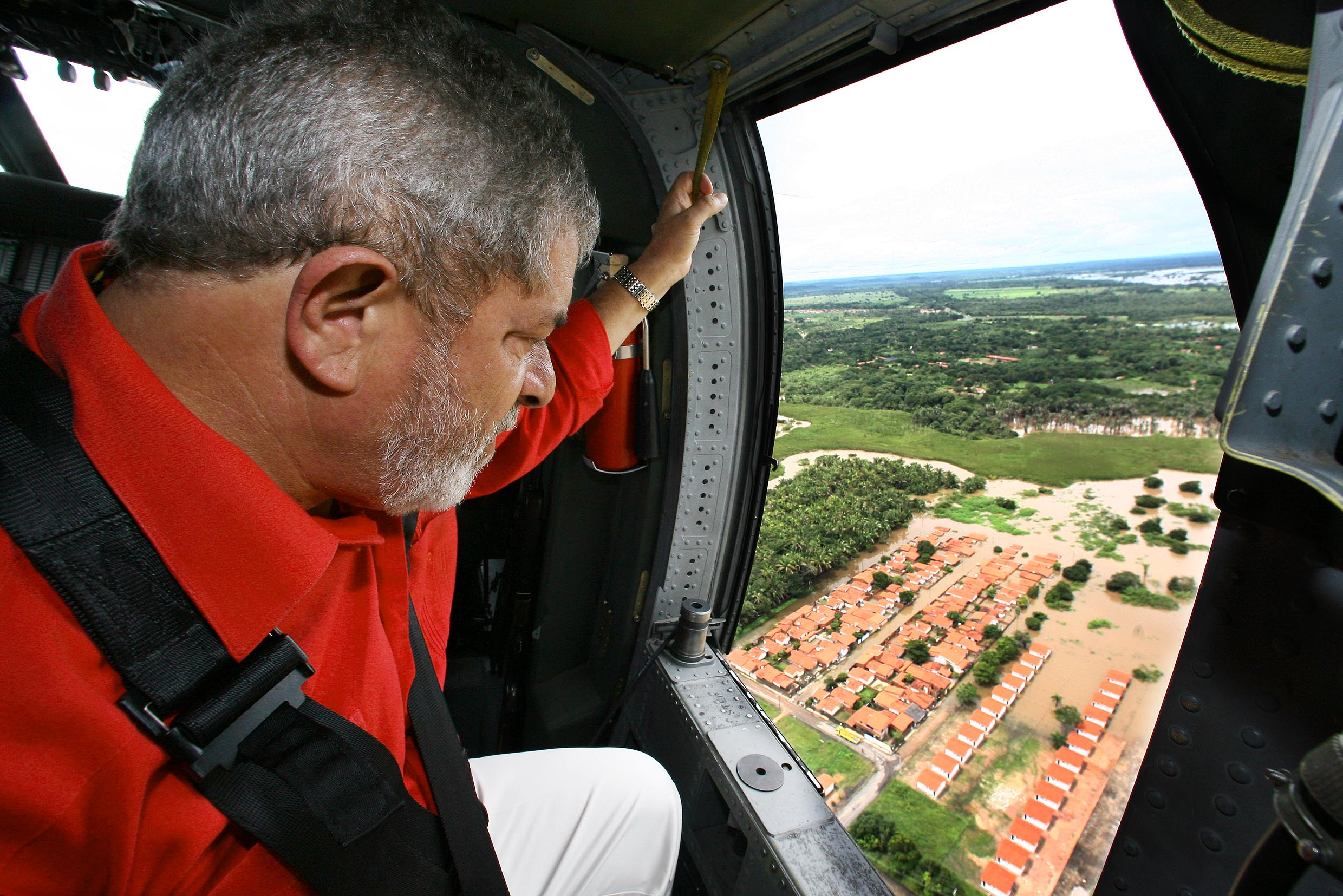
Prezydent Luiz Inácio Lula da Silva podczas przelotu nad obszarem dotkniętym katastrofą w Teresina.

Powodzie i lawiny błotne w Brazylii – klęska żywiołowa, która dotknęła północno-wschodnie stany Brazylii. W wyniku silnych opadów deszczów, które miały miejsce w kwietniu i maju 2009 roku, zginęły 44 osoby a ponad 300 tys. straciło dach nad głową. Najgorsza sytuacja wystąpiła w stanie Maranhão, gdzie zginęło 6 osób, a 40 700 bezdomnych musiało zamieszkać w schroniskach. Łącznie zostało dotkniętych siedem stanów.     
Gwałtowne opady deszczu wystąpiły w Brazylii na początku kwietnia 2009 i początkowo zostało dotkniętych 40 tys. osób 13 tys. osób od razu straciło dach nad głową oraz dwie osoby straciły życie w São Luís w wyniku zejścia lawin błotnych. Trzynaście gmin w stanie Maranhão ogłosiło stan wyjątkowy.     
23 kwietnia klęska zabiła trzy osoby, w tym jedno dziecko w Salvadorze stolicy stanu Bahia, które udusiło się pod lawiną błotną. Ponad 33 tys. ludzi straciło domy, z tego 30 tys. w stanie Maranhão a 3400 w Bahia. 
Co najmniej 3000 osób straciło swoje domy w Santa Catarina oraz jedna osoba zmarła. Gubernator stanu Amazonas, Eduardo Braga ogłosił stan wyjątkowy w 62 gminach swojego stanu. Czternaście osób zginęło w przeciągu jednego miesiąca i 62 tys. osób straciło domy.      
19 osób zginęło do 5 maja 2009, gwałtowny wzrost nastąpił wśród ludzi, którzy zostali pozbawieni swoich domów. Liczba bezdomnych została oszacowana na 186 tys. Sześć głównych autostrad zostało zamkniętych w stanie Maranhão. Gubernator stanu Piauí ogłosił stan wyjątkowy w dziewiętnastu miastach oraz poprosił o pomoc wojsko w celu ratowania ludności.   
10 maja 2009 ogłoszono informacje, że ponad 300 tys. obywateli straciło swoje domy a czterdziestu zginęło w trakcie trwania powodzi.    
Prezydent Brazylii Luiz Inácio Lula da Silva, oglądał obszar katastrofy z powietrza oraz zapewnił dostawy żywności do terenów objętych klęską. Minister Zdrowia Brazylii José Gomes Temporão obiecał dostarczyć środki medyczne do Maranhão.